# Pacific Tri Nations 1996
El Pacific Tri Nations de 1996 fue la 14.ª edición del torneo de selecciones de rugby del Pacífico.
El torneo fue compartido entre las tres selecciones participantes al conseguir 1 victoria y 1 derrota cada una.

## Equipos participantes
- Selección de rugby de Fiyi (Flying Fijians)
- Selección de rugby de Samoa (Manu Samoa)
- Selección de rugby de Tonga (ʻIkale Tahi)

## Posiciones
| Pos. | Equipo | Encuentros | Encuentros | Encuentros | Encuentros | Tantos  | Tantos    | Tantos     | Puntos Totales |
| Pos. | Equipo | jugados    | ganados    | empatados  | perdidos   | a favor | en contra | diferencia | Puntos Totales |
| ---- | ------ | ---------- | ---------- | ---------- | ---------- | ------- | --------- | ---------- | -------------- |
| 1    | Fiyi   | 2          | 1          | 0          | 1          | 78      | 32        | + 46       | 2              |
| 1    | Samoa  | 2          | 1          | 0          | 1          | 30      | 75        | - 45       | 2              |
| 1    | Tonga  | 2          | 1          | 0          | 1          | 47      | 48        | - 1        | 2              |

Nota: Se otorgan 2 puntos al equipo que gane un partido y 1 al que empate
|  | Campeón |

## Resultados
| 13 de julio | Samoa | 30 - 15 | Tonga |  |  |

| 20 de julio | Fiyi | 60 - 0 | Samoa |  |  |

| 27 de julio | Tonga | 32 - 18 | Fiyi |  |  |